# Neromia activa
Neromia activa är en fjärilsart som beskrevs av Louis Beethoven Prout 1930. Neromia activa ingår i släktet Neromia och familjen mätare. Inga underarter finns listade i Catalogue of Life.